# Alexandru Zamorzaev-Orleanschi
Alexandru Zamorzaev-Orleanschi (n. 23 ianuarie 1927, Leningrad – d. 1 noiembrie 1997, Chișinău) a fost un matematician moldovean, specialist în geometrie discretă și cristalografie matematică, care a fost ales ca membru corespondent al Academiei de Științe a Moldovei (1989).